# Ceratinoptera tropaia
Ceratinoptera tropaia är en kackerlacksart som beskrevs av Morgan Hebard 1916. Ceratinoptera tropaia ingår i släktet Ceratinoptera och familjen småkackerlackor. Inga underarter finns listade i Catalogue of Life.